# Quincy Allen
Quincy Jovan Allen (7 de noviembre de 1979) es un asesino relámpago y criminal estadounidense que mató a cuatro personas entre julio y agosto de 2002 durante una ola de crímenes. Fue sentenciado a muerte por sus crímenes en Carolina del Sur, y actualmente está a la espera de ser ejecutado.

## Crímenes
Allen tomó la inspiración para comenzar su ola de crímenes durante su estancia en una prisión federal por robar un vehículo. Mientras se encontraba encarcelado, otro recluso le dijo que podía conseguirle trabajo como sicario de la mafia. Tras su liberación, Allen decidió comprar una escopeta y empezar a practicar para su promesa de carrera.

### Cronología de los hechos
- 7 de julio de 2002: Para practicar con su escopeta, Allen decidió atacar a James White, un indigente de 51 años, que se encontraba durmiendo en un banco en Finlay Park, en Columbia, Carolina del Sur. White recibió dos disparos mientras dormía, pero sobrevivió al ataque.[3][4]
- 10 de julio de 2002: Allen mató a Dale Evonne Hall (o Hale), de 45 años, cerca de una parada de la Interestatal 77 en Columbia, usando su escopeta recortada. Hall recibió disparos en la cabeza, cara, pierna y el área del estómago. Allen luego condujo hasta una parada de camiones cercana, compró un bidón de gasolina y regresó al cuerpo, al que empapó de gasolina y posteriormente quemó.[4]
- 8 de agosto de 2002: Tras una confrontación con un empleado de Texas Roadhouse, Brian Marquis, Allen abatió a Jedediah “Jed” Harr, de 22 años, un amigo de Marquis que trató de intervenir.[3] Poco después del altercado, Allen persiguió a Marquis hasta su casa y le prendió fuego al porche.
- 9 de agosto de 2002: Allen prendió fuego al auto de otro empleado de Texas Roadhouse, antes de seleccionar otro al azar y también quemarlo unos minutos después.
- 12 de agosto de 2002: Mientras robaba en una gasolinera Citgo en Dobson, Carolina del Norte, Allen disparó mortalmente a Richard Calvin Hawks, de 53 años, de Lowgap, Carolina del Norte, y a Robert Shane Roush, de 29 años, de Lancaster, Ohio.
- 14 de agosto de 2002: Allen fue arrestado mientras dormía en un auto abandonado en el condado de Mitchell, Texas.[2]

## Apuñalamiento en el corredor de la muerte
La mañana del 2 de diciembre de 2009, Allen, junto con otro recluso en el corredor de la muerte, Mikal Deen Mahdi (20 de marzo de 1983), planearon atacar y matar a un oficial de la correccional mientras estaban en la Institución Correccional de Lieber. Luego de elaborar cuchillas artesanales con metal que extrajeron de los conductos de aire, los dos hombres le preguntaron al oficial Nathan Sasser si podían ir a la cancha de baloncesto. Después de ser escoltados hasta ahí, el dúo atacó a Sasser, apuñalándolo numerosas veces. Este consiguió resistirse y luchó contra ellos a pesar de sus graves heridas.
A continuación, Allen y Mahdi intentaron saltar la cerca, pero al ser incapaces de escapar, comenzaron a destrozar el área común. Incluso después de que los guardias usaran gas lacrimógeno, el dúo se negó a ceder; al final se utilizaron balas de goma para someterlos.
Después del incidente, ambos fueron despojados de sus privilegios (recreación al aire libre, visitas, uso del teléfono y artículos de la cafetería) y, en 2017, ambos fueron trasladados junto con todos los demás reclusos del corredor de la muerte de Carolina del Sur a la Institución Correccional de Kirkland, en Columbia. Más tarde, Sasser fue relevado de su puesto, ya que había desarrollado estrés postraumático y había comenzado a sufrir de ataques de ansiedad. Posteriormente, los fiscales abandonaron los cargos de asalto contra él, puesto que decían que no tenía sentido, debido a que a ambos reclusos ya se les había impuesto la pena de muerte.

## Juicios
Tras declararse culpable de los asesinatos, Allen fue sentenciado a muerte, y su ejecución fue programada para el 8 de enero de 2010; sin embargo, sus abogados presentaron una suspensión de la ejecución un par de horas después de que se anunciara el veredicto. El Tribunal Supremo de Carolina del Sur aceptó la moción. Aún no se ha anunciado una nueva fecha, por lo que Allen sigue a la espera de su ejecución.